# Consularia Italica
I Consularia Italica sono una collezione di fasti consulares pubblicata nel 1892 da Theodore Mommsen. Essa comprende:
- Annales Valesiani posteriores,
- Fasti vindobonenses priores,
- Fasti vindobonenses posteriores,
- Paschale campanum,
- Continuatio hauniensis Prosperi
- Excerpta ex Barbaro Scaligeri
- Excerpta ex Agnelli Libro pontificali ecclesiae ravennatis